# Юстиниан II
Юстиниа́н II Рино́тмит (Юстиниа́н II Рино́тмет; греч. Ιουστινιανός Β' Ρινότμητος; 669—11 декабря 711) — византийский император (685—695 и 705—711), сын Константина IV. Последний представитель Ираклийской династии.
Почитается как святой Элладской православной церковью 2 августа.

## Биография

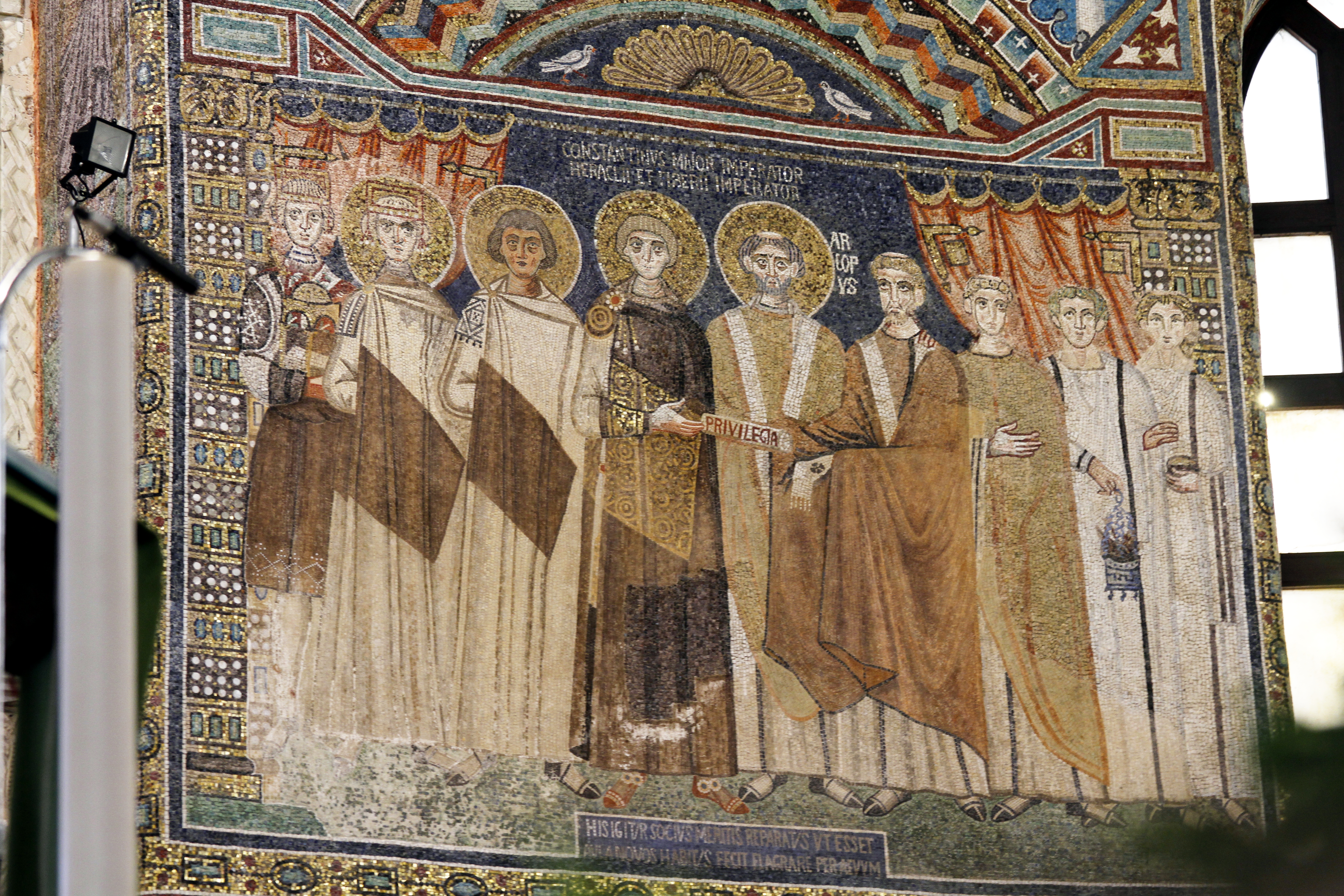
Мозаика в базилике Сант-Аполлинаре-ин-Классе, Равенна, на которой слева изображен юный Юстиниан II с дядями Ираклием и Тиберием и его отцом Константином IV справа

### Первое правление
Вступил на престол в 685 году шестнадцатилетним юношей. В его характере преобладающей чертой была жестокость, сделавшая его предметом ненависти населения.
Едва заняв трон, этот василевс не пожелал соблюдать ранее заключенный с халифатом мир, отправил воевать в Армению полководца Леонтия и тем самым вынудил халифа Абд-аль-Малика пойти на увеличение дани империи – отныне за каждый день без войны арабы стали обязаны давать тысячу золотых монет, одного раба и одного коня. По условиям нового соглашения Юстиниан вывел из Ливана маронитов. Они были расселены в пределах ромейской державы – в Памфилии и на Пелопоннесе, а набранное из них войско числом около двенадцати тысяч человек василевс послал в Армению.
В 689 и 690 годах Юстиниан вёл войну с болгарами, незадолго до того утвердившимися на Дунае в стране, уже густо заселённой славянами. Пленных славян Юстиниан II переселил в Малую Азию и образовал из них отряд в 30 тысяч человек. В 692 году Юстиниан II нарушил мир с арабами, но был разбит в битве при Себастополисе войсками халифа Абд аль-Малика в Киликии. Поражение было следствием измены части приведённых им с собой славян. Тогда Юстиниан велел перебить близ Никомедии и тех славян, которые остались верны ему. Результатом поражения была потеря южной Армении, где восстал Смбат VI Багратуни (Симбатий).
Ненависть народа навлекали в особенности злоупотребления и вымогательства двух фаворитов Юстиниана — Феодота и Стефана, из которых первый был Верховным логофетом (ό γενικός λογοθέτης), а второй — императорским сакелларием.
Крупным событием в церковной жизни был созыв Юстинианом собора в 691—692 годах так называемого «пято-шестого» или Трулльского. Постановления Трулльского собора не были признаны папой Сергием І; попытки Юстиниана II принудить папу принять их окончились неудачей.

### Свержение и ссылка

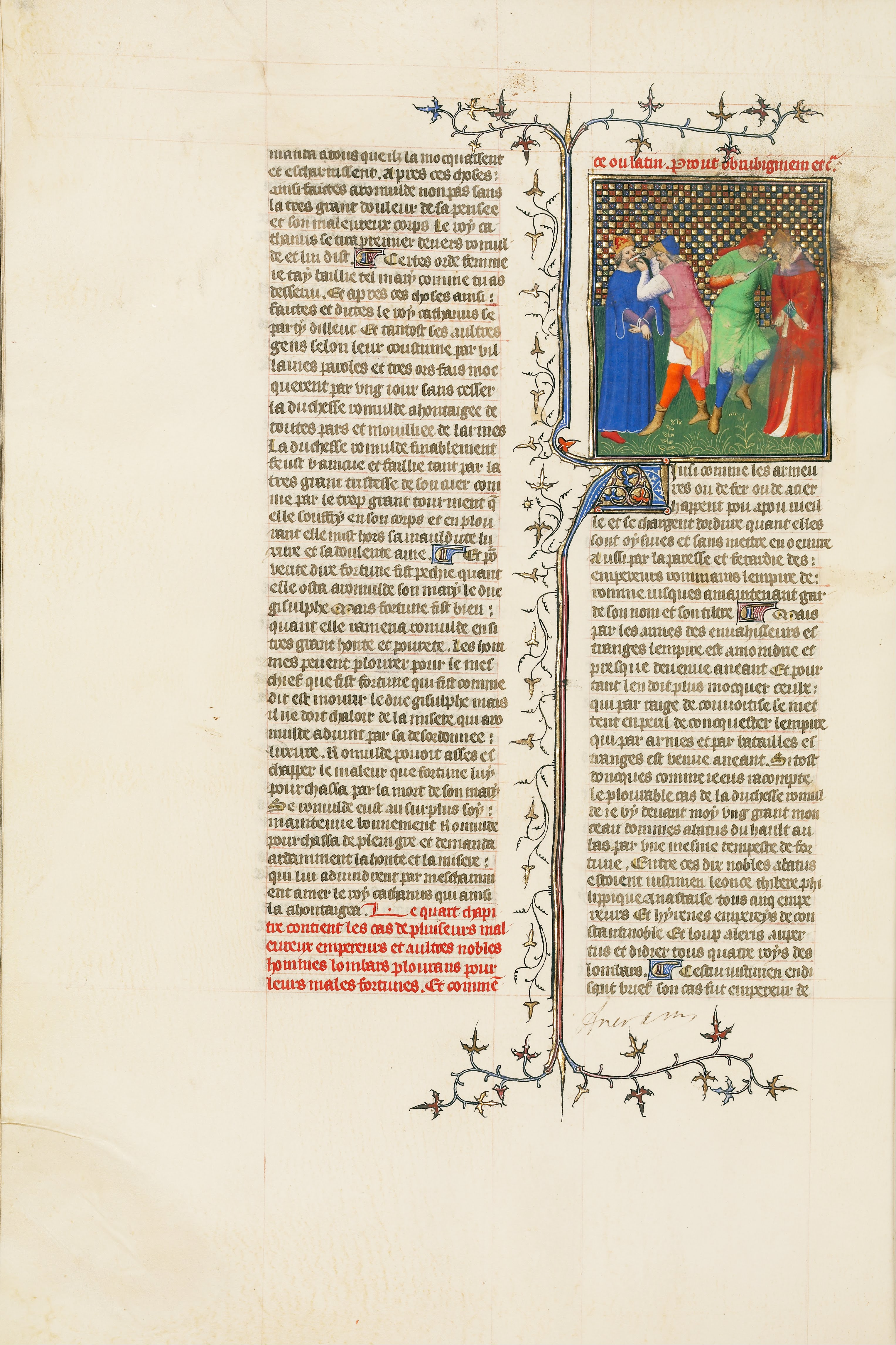
Калечение (уродование) византийских императоров Юстиниана II и Филиппа

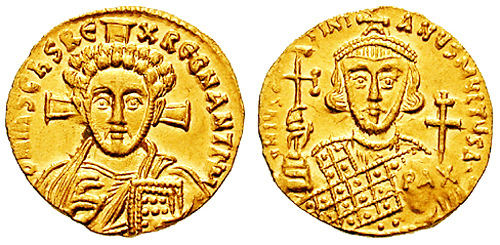
Солид Юстиниана II

Непопулярностью Юстиниана II воспользовался полководец Леонтий. В 695 году он бежал из тюрьмы, куда был заключён по приказанию подозрительного императора, возмутил жителей столицы, захватил Юстиниана, велел отрезать у него нос и язык (за что Юстиниан был прозван Ринотмет — «с отрезанным носом») и отправил в ссылку в Крым (в Херсонес). Стефан и Феодот были казнены. Некоторое время спустя Леонтий также был свергнут, и престол занял Тиверий III. Долгое время Юстиниан вёл частный образ жизни, но у него было видение, будто он снова будет правителем. Тогда Юстиниан II бежал из Херсонеса сначала в горный Дорос, затем к хазарам в Фанагорию (Таманский полуостров) и, наконец, к болгарам. В 705 году он подошёл с войском из славян и болгар с болгарским ханом Тервелом во главе к стенам Константинополя.

### Второе правление
Юстиниан II овладел столицей и снова занял престол, жестоко отомстив своим противникам: Тиверий и Леонтий были обезглавлены, низложенный императором патриарх Каллиник был ослеплён и сослан в Рим.
Он наградил щедро своего покровителя болгарского хана Тервела и создал прецедент в истории, дав Тервелу титул цезаря или кесаря. Однако в 708 году Юстиниан II внезапно напал на Болгарию. Хан Тервел нанёс ему поражение в битве при Анхиало.
Юстиниан II не останавливался в своей мстительности. В 709 году он послал стратига Феодора покарать Равенну, граждане которой принимали активное участие в свержении императора и тогда издевались над ним. Явившиеся на угощение к стратигу знатные равеннцы были вероломно схвачены, закованы в колодки и брошены в трюмы византийских кораблей, которые тотчас снялись с якорей и исчезли. По прибытии в Константинополь большинство пленников были убиты, а епископу автокефальной церкви Равенны Феликсу по приказу императора выжгли глаза. Однако это лишь разозлило жителей города, имевших к тому времени кроме власти экзарха куда более влиятельную выборную коллегию для управления, а также свое ополчение (милицию). Зимой 710/11 года  в Равенне началось восстание, экзарх Иоанн III Ризокоп погиб. Тенденция к ослаблению влияния империи стала проявляться и в других городах Запада все сильнее и сильнее.
Процесс отчуждения Италии и Далмации, разумеется, беспокоил василевса, и он активно шел на сближение с папами, всячески подчеркивая свое расположение к Западной церкви. Рим не меньше Константинополя нуждался в союзе, ибо войска лангобардов зачастую подходили уже к стенам апостольской столицы. Папа Иоанн VII утвердил решения Трулльского II собора, а папа Константин осенью и зимой 710 г. посетил Константинополь. Юстиниан II встретил преемника св.Петра торжественно, даже облобызал ему ноги.
Война с арабами опять пошла плохо: греки потеряли Мопсуестию и Тиану; в 709 году арабы вторглись даже во Фракию. Юстиниан послал в Крым войско, которое должно было наказать Херсонес за то, что он не оказал поддержки императору во время его несчастья, но войско возмутилось и провозгласило императором Филиппика Вардана. В то время как Юстиниан II собирал отряды в Малой Азии, Филиппик овладел Константинополем и убил сына Юстиниана.
Юстиниан снова попросил помощи у своего бывшего покровителя хана Тервела. Тервел снова отозвался на просьбы императора, но на этот раз меньшим войском, хан явно перестал верить в успех Юстиниана. Однако Юстиниана оставили другие сторонники, и Филиппик Вардан, предложив болгарам свободно уйти, захватил оставленного войском императора, и 4 ноября или 24 ноября 711 года, в зависимости от источника, Юстиниан был обезглавлен. Обезглавленное тело императора лишили погребения и бросили в море. Голову автократора носили на пике в столице, а затем отослали на Запад, до Равенны и Рима, причем в первом городе эту страшную посылку встретили с ликованием, а во втором – с унынием. 
С его убийством империя погрузилась в период двадцатилетней анархии. Пять императоров сменяли друг друга до 717 года, когда к власти пришел Лев III Исавр.

### Семья
Юстиниан II был дважды женат. Первой супругой императора была Евдокия, родившая ему дочь Анастасию. Её отец выдал замуж за своего союзника болгарского хана Тервела.
Второй женой стала сестра хазарского кагана Ибузира Глявана — Феодора. Она родила Юстиниану сына Тиверия, бывшего соправителем отца в 706—711 годах.

## Прозвище
Юстиниан II получил прозвище «Ринотмит» (греч. Ρινότμητος; церк.-слав. Рїноѳми́та, Корноно́съ), благодаря своему внешнему виду: император был курносый. Греческое Ρινότμητος — буквально: «разрезанный нос» от ῥῑνός — «нос» + τμῆσις — «разрезание, разрубание, рассечение», а также потому, что ему действительно отрезали нос.

## Юстиниан II в литературе
- Гарри Тертлдав. Юстиниан
- Протоиерей Николай Агафонов. Иоанн Дамаскин